# Liste der Monuments historiques in Saint-Phal
Die Liste der Monuments historiques in Saint-Phal führt die Monuments historiques in der französischen Gemeinde Saint-Phal auf.

## Liste der Immobilien
| Bezeichnung    | Beschreibung                  | Standort               | Kennzeichnung | Schutzstatus | Datum | Bild           |
| -------------- | ----------------------------- | ---------------------- | ------------- | ------------ | ----- | -------------- |
| Kirche St-Phal | ab dem späten 15. Jahrhundert | Rue de l’Église (Lage) | PA00078230    | Classé       | 1985  | weitere Bilder |

## Liste der Objekte
| Bezeichnung                                           | Beschreibung                                                       | Standort                           | Kennzeichnung | Schutzstatus | Datum | Bild           |
| ----------------------------------------------------- | ------------------------------------------------------------------ | ---------------------------------- | ------------- | ------------ | ----- | -------------- |
| Glocke                                                | Bronze, bezeichnet 1594, 1952 neu gegossen                         | in der Kirche St-Phal (Lage)       | PM10002093    | Classé       | 1913  |                |
| Skulptur Johannes Evangelist (1)                      | aus einer Kreuzigungsgruppe; Holz, farbig gefasst, 16. Jahrhundert | in der Kirche St-Phal (Lage)       | PM10003266    | Classé       | 1913  |                |
| Pietà                                                 | Kalkstein, farbig gefasst, um 1510                                 | in der Kirche St-Phal (Lage)       | PM10002079    | Classé       | 1908  | weitere Bilder |
| Skulpturengruppe Taufe Christi                        | Kalkstein, farbig gefasst, 16. Jahrhundert                         | in der Kirche St-Phal (Lage)       | PM10002096    | Classé       | 1983  |                |
| Skulptur Heiliger Dionysius (1)                       | Kalkstein, farbig gefasst, 16. Jahrhundert (im Bild links)         | in der Kirche St-Phal (Lage)       | PM10003265    | Classé       | 1913  |                |
| Skulptur Christus in der Rast                         | Kalkstein, Anfang des 16. Jahrhunderts                             | außen an der Kirche St-Phal (Lage) | PM10002080    | Classé       | 1908  |                |
| Kruzifix                                              | Holz, farbig gefasst, 17. Jahrhundert                              | in der Kirche St-Phal (Lage)       | PM10002094    | Classé       | 1913  |                |
| Zwei Gemälde: Stiftung des Rosenkranzes und Gottvater | Ölfarbe auf Leinwand, 17. Jahrhundert                              | in der Kirche St-Phal (Lage)       | PM10002095    | Classé       | 1983  |                |
| Skulptur Heiliger Markulf                             | Kalkstein, Ende des 15. Jahrhunderts                               | in der Kirche St-Phal (Lage)       | PM10002086    | Classé       | 1913  |                |
| Skulptur Madonna mit Kind                             | Kalkstein, Anfang des 16. Jahrhunderts                             | in der Kirche St-Phal (Lage)       | PM10002077    | Classé       | 1908  |                |
| Skulptur eines Bischofs (1)                           | Holz, farbig gefasst, 15. Jahrhundert                              | in der Kirche St-Phal (Lage)       | PM10002097    | Classé       | 1985  |                |
| Gemälde Heiliger Nikolaus                             | Ölfarbe auf Leinwand, 19. Jahrhundert                              | in der Kirche St-Phal (Lage)       | PM10003928    | Inscrit      | 1983  |                |
| Skulptur Johannes Evangelist (2)                      | Holz, farbig gefasst, 17. Jahrhundert                              | in der Kirche St-Phal (Lage)       | PM10003928    | Classé       | 1913  |                |
| Passionsretabel                                       | Kalkstein, farbig gefasst, um 1550                                 | in der Kirche St-Phal (Lage)       | PM10002084    | Classé       | 1908  |                |
| Skulpturengruppe Unterweisung Mariens                 | Kalkstein, farbig gefasst, erste Hälfte des 16. Jahrhunderts       | in der Kirche St-Phal (Lage)       | PM10002089    | Classé       | 1913  |                |
| Grablegungsgruppe                                     | Kalkstein, farbig gefasst, Anfang des 16. Jahrhunderts             | in der Kirche St-Phal (Lage)       | PM10002083    | Classé       | 1908  |                |
| Skulptur Heilige Barbara                              | Kalkstein, farbig gefasst, 16. Jahrhundert                         | in der Kirche St-Phal (Lage)       | PM10002091    | Classé       | 1913  |                |
| Skulptur Heiliger Rochus                              | Kalkstein, farbig gefasst, 16. Jahrhundert /(im Bild rechts)       | in der Kirche St-Phal (Lage)       | PM10002090    | Classé       | 1913  |                |
| Skulptur Heiliger Fidolus (1)                         | Kalkstein, farbig gefasst, 16. Jahrhundert                         | in der Kirche St-Phal (Lage)       | PM10002088    | Classé       | 1913  |                |
| Skulptur Heiliger Nikolaus                            | Gips, farbig gefasst und vergoldet, 17. Jahrhundert                | in der Kirche St-Phal (Lage)       | PM10003929    | Inscrit      | 1983  |                |
| Skulptur eines Bischofs (2)                           | Eichenholz, Anfang des 16. Jahrhunderts                            | in der Kirche St-Phal (Lage)       | PM10002087    | Classé       | 1913  |                |
| Skulptur Heiliger Fidolus (2)                         | Kalkstein, farbig gefasst, 16. Jahrhundert                         | in der Kirche St-Phal (Lage)       | PM10002082    | Classé       | 1908  |                |
| Skulptur Heiliger Dionysius (2)                       | Kalkstein, farbig gefasst, 16. Jahrhundert                         | außen an der Kirche St-Phal (Lage) | PM10002081    | Classé       | 1908  |                |
| Skulptur Heiliger Syra                                | Kalkstein, 16. Jahrhundert                                         | in der Kirche St-Phal (Lage)       | PM10002076    | Classé       | 1908  |                |
| Skulptur Mater doloros                                | aus einer Kreuzigungsgruppe; Holz, farbig gefasst, 16. Jahrhundert | in der Kirche St-Phal (Lage)       | PM10002092    | Classé       | 1913  |                |
| Skulptur eines Bischofs (3)                           | Kalkstein, farbig gefasst, 14. Jahrhundert                         | in der Kirche St-Phal (Lage)       | PM10002085    | Classé       | 1913  |                |
| Skulptur Mater dolorosa (2)                           | Holz, farbig gefasst, 17. Jahrhundert                              | in der Kirche St-Phal (Lage)       | PM10002078    | Classé       | 1908  |                |